# Llorenç Miquel i Carpi
Llorenç Miquel i Carpi (Igualada, 19 d'abril de 1958) és un productor de cinema i director artístic igualadí. Va estudiar belles arts a la Universitat de Barcelona i va començar treballant al taller de Joan Graells fent els Capgrossos d'Igualada. El 1985 va començar a treballar al programa Planeta Imaginari de TVE Catalunya i el 1986 va debutar en cinema com a membre del departament artístic de Laura a la ciutat dels sants de Gonzalo Herralde. El 1988 va debutar com a director artístic a Al jardí d'Antonio Chavarrías i el 1990 va treballar a Las cartas de Alou. El 1991 va treballar amb Gil Parrondo, qui va influir molt en el seu treball. Ha participat en algunes sèries de TV3 i ha col·laborat amb directors com Ken Loach, Elías Querejeta o Montxo Armendáriz. Als V Premis Barcelona de Cinema (desembre de 2006) fou nominat a la millor direcció artística pel seu treball a El triunfo. També ha estat dos cops candidat al Goya a la millor direcció de producció pel seu treball a Alacrán enamorado (2013) i La llibreria (2017).

## Filmografia
Com a director artístic
- Sinatra (1988)
- Al jardí (1989)
- Atolladero (1995)
- Carla's song (1996)
- No se puede tener todo (1997)
- Cuando vuelvas a mi lado (1999)
- Princesas (2005)
- El triunfo (2006)
- Deu ser que ningú és perfecte (2006)
- Diario de una ninfómana (2008)
- Amador (2010)
- Alacrán enamorado (2013)
- Anomalous (2016)
- El día de mañana (2018)

Com a dissenyador de producció
- El complot dels anells (1988)
- Makinavaja (1996)
- Krámpack (2000)
- Arachnid (2001)
- Darkness (2002)
- Beyond Re-Animator (2003)
- Héctor (2004)
- Inconscients (2004)
- Siete mesas de billar francés (2007)
- El truco del manco (2008)
- Amador (2010)
- Maktub (2011)
- 88 (2012)
- La llibreria (2017)
- Der Barcelona Krimi (2017)

## Premis
- XII Premis de Cinematografia de la Generalitat de Catalunya (1994) al millor disseny de producció per Les gens d'en face.[5]
- Gaudí a la millor direcció artística de 2017 per La llibreria.[6]